# 長野無楽斎槿露
長野 無楽斎 槿露（ながの むらくさい きんろ）は、戦国時代から江戸時代前期の剣客。林崎甚助重信、田宮平兵衛重正に居合術を学んだとされる。無楽流居合の流祖。
永野無楽斎正次、長野無楽入道槿露斎とも。
一説に彦根藩家老、長野十郎左衛門業真（業実）という。また一説に上州長野氏の一族、鷹留城主長野業通の子、長野新吾郎業利といい、箕輪城落城後、上杉景勝に仕え越後・会津・米沢と転住した上泉一族と共に奥州に移ったのではともいう。また永禄6年（1563年）箕輪城落城後、玉出に赴き林崎甚助の居合を学び、工夫を加えて一家をなしたともいう。
弟子に一宮左太夫照信、上泉孫四郎義胤（孫次郎、上泉大学秀秋、岡村新之丞、石森権右衛門秀秋、上泉権右衛門秀信、民弥権右衛門宗重）、沼澤甚左衛門（甚五左衛門）長政、白井庄兵衛（荘兵衛）成近、羽田九郎兵衛永泰、蟻川庄左衛門家続、上坂半左エ門安久、百々軍兵衛光重。

## 伝記

### 『居合明心之巻』[注 10]田宮流居合之始
夫兵法は上古より数多有といへとも此の居合末世相応の太刀にして、一命の有無此居合に極まる。
其の古の天文の頃より始林崎重信夢想の霊剱を尾州田宮平兵衛業正に相伝、則ち田宮流となつく。
其の後平兵衛奥州米澤長野無楽斎桂露に相伝、然るに桂露居合剱術の名お得て国々を広廻し諸流をぬき出す。

是より諸流わかれて今に其の流儀有り、それより予が家に伝えて先祖より代々相伝するもの也。

### 『本朝武藝小傳』[注 12]
長野無楽斎槿露は刀術を田宮重正に学ぶ、而て精妙を得たり。後に井伊侍従に仕ふ、九十餘歳にして死す。
一宮左太夫照信は甲州武田家土屋惣蔵麾下の士に而て武功居多也。天正八庚辰年九月武田勝頼上州の膳城攻る之時、一宮、脇又市と相共に城戸に入て槍を合せ武勇を震う。
且つ刀術を長野無楽斎に学び其の妙を得たり今に至りて一宮流と稱す。末流諸州に在り。

又上泉孫次郎義胤いう者有り、一宮と共に無楽斎に従て神妙を得たり。

### 『柳生新陰流縁起』[注 13]
上泉孫四郎儀、若輩成時分、父果候故(父之名は承申さ不候。)兵法之位・心持委相成、相伝は御座無く候得共、伊勢守孫にて御座候故、如雲方へ仕相に参候。
高田三之丞出合、両度仕相仕候。片打に三之丞勝申候故、三之丞が弟子に也、稽古は如雲にて仕候。
此儀を孫四郎至極無念に存、紀州へ参、田宮無羅具(むらくの文字爾と知し申さ不候。)居相之弟子に成、間も無く一流相極申候。
殊更諸々之古今に稀成手柄を仕、流儀之名を上申候故、師匠に断、上泉流之居相と名を改申候。
其器量祖父伊勢守にも違申間敷と、如雲を初、何れも感心仕候。重而御当地へ参、居相を教申候。

其後名も両度斗も改申候取沙汰御承申候。

### 『昔咄』[注 18]前編 第七巻
林崎甚助重信 (奥州人 奥州楯岡、近所に林明神(一に林崎と云う)此神に祈りて妙旨を暁りぬ。天下居合元祖。)―田宮平兵衛重正(関東人 後対馬と改む。)―長野無楽斎槿露 (井伊家に仕、夢想流と云、九十余歳にて死す。)―上泉権右衛門秀信―若林勝右衛門尚信(是入)
上泉権右衛門は、神陰流の宗師上泉伊勢守が実子なりしが、生質神陰流の兵法中々暁得すべき器量にあらずとて、父伊勢守示して、林崎がながれ長野が弟子になして、居合を修練せしむ。権右衛門精心を砕いて学習し、居合の名人となり、諸国に遊ぶ。後に尾州柳生如雲が許に至る。
如雲、父石舟斎が師匠たる上泉が子の事なれバ甚だ懇にし、尾州にとどめん事を謀り、居合の指南をなさんがため、まづ、高田三之丞と仕合をなさしむ。初一本ハ三之丞勝って権右衛門抜く事不能。三之丞いへるハ、貴客の居合妙にして、十の物九ハ至れり、今一つの所ぞといふ。権右衛門、暫らく工夫ありて、又敵す。二本めよりハ三之丞かつ事ならずして曰、いまハ微妙を悟し得られたり。恐らくハ天下に勝者なからん。則柳生一家をさきとして、国中の者共弟子になれり。間々免許を得る有り、但し若林勝右衛門ひとり傑出して、門人多し。村上七九郎(武兵衛・只右衛門等が父)高弟なり。
又　瑞龍院様へ御指南仕りぬ。勝右衛門隠居し、是入といふ無刀になれり。一日小山了斎(元祖市兵衛隠居の号)が許へ至る。了斎出迎ふに、是入無刀なり。了斎曰、足下ハ居合ぬきなるに、無刀はいかんぞ。是入曰、居合をぬく故、もはや居合の役に立た不るを知りぬるゆへ、隠居せし。居合が用に立つほど達者なれバ、いまだ御奉公を仕るなり。然れバ用に立た不る、両腰をたばさみて何かせん、扇子一本こそ心安く候へといふ。了斎聞いて、扨々我等も誤りたり、今日よりハ此御弟子にも成る可しとて、是もそれより無刀に成りぬ。

服部初め豊嶋久太夫・若林四郎兵衛・若尾善大夫・荒川新兵衛(高須にて指南)野田善十郎・今村文太左衛門・山田佐左衛門・平井健之右衛門が類、今の代まで指南せるハ、みなこれ是入が末なり。御側中　御指南被下し者多し。御目録被下しも、有之由。

### 『神傳流極秘』[注 21]
長野無楽斎槿露は田宮重正弟子也、井伊侍従に仕え五百石被下、物頭勤るなり九十一歳にて死すと云々。無楽斎弟子三ノ宮左太夫照信と云うあり武田勝頼に仕、刀術の妙得たる人と申す。

### 『会津干城伝』[注 23]一宮 左太夫信嗣
一ノ宮後の左太夫信嗣は土津神君の臣、居合の達人なり、一ノ宮流と云ふ、
其先、林崎甚助重信と云者此術に心ざし、奥羽林ノ明神に参籠すること一百日、終らんとする夕べ夢に神告て曰く、此術を汝に授く、常に守持せば讎敵に勝事を得べしと云終て夢覚めぬ。
重信恭敬存守して是を田宮平兵衛照常に伝ふ(田宮照常は紀州の家士にして千五百石を領す)、長野無楽斎槿露に伝ふ(無楽斎は彦根侍従直政に仕ふ、其子孫長野十右衛門とて代々執権たり)、
田宮長野の教、已に両家となり門弟離散して諸国に分処す、其能くする所を以て是を改め一家をなす、弟子に授くるに源遠くして末益々分れ、其要旨を得る者少し、
唯一ノ宮左太夫照信是を無楽斎に受けて其の真を失はず、無楽印可して吾後、天下第一の師道たるべしと。
照信朝に磨き夕べに研ぎ、夜を以て日に継ぎ曽て懈らず、故に其術尤も精密なり、照信是を戸沢越中守忠照に伝ふ、(忠照は鳥居彦右衛門尉元忠公の二男にして忠政公の弟なり)、忠照、是を一ノ宮左太夫信嗣に伝ふ。
信嗣は照信の二男なり、信嗣心を潜め慮を尽して是を練習す、唯居合のみにあらず剣術も亦達人なり、神明の教ふる処の妙術斯の流に伝へたり、左太夫色々仕合したる咄あれども詳ならざれば此を略す。

一宮左太夫照信は始め武田大膳太夫晴信公子息四郎勝頼に仕へて軍功あり、勝頼公上州せんの城責めの時、城の一番乗し、一番に鎗を合せ高名す、武田家滅亡の後、鳥居彦右衛門元忠公に仕ふ、慶長五年石田乱の時、元忠公と共に伏見城に於て討死す。

### 『老翁茶話』[注 29]
抑々此一宮流の居合といへるは、林崎甚助重信を始祖とし、無楽流より分れたるなり。
上野箕輪城主長野左衛門大夫、初信濃守業正の後孫、同無楽斎槿露が高弟、一宮左太夫照信此術に長じて一家をなす、これを一宮流と号す、
戸沢越中守忠照に伝へ、忠照はこれを照信が二男一宮左太夫信嗣に伝ふ、信嗣は伊賀猪兵衛盛武に伝へ、盛武これを河西作野右衛門一邑に伝ふ。

### 『日新館志』[注 30]巻之二十七『居合兵法』
長野槿露は無楽斎と號す。上州長野信濃守の支属也。驍勇多力、しばしば戦功有り。漂泊周流の後、羽州に至り、田宮重正 (平兵衛) と倶に重信に従学して朝鑚暮研、遂に其の妙を得る。
其の業を潤色、事理を全備し、名づけて無楽流と曰う。蓋し、斯業は重信より始まり、無楽斎にて成る。克く擴充したると謂う可き者也。
其の後、出遊して名声顕著、而して抜刀の諸流、多く斯人より出ずと云う。
『居合系譜』(神田良近著) に曰く。槿露は性僻異常を好み、後面牛に跨り、女子をして之を牽かしむ。沍寒に爐火を設けず、終身犯さず、亦奇なり。
『武藝小傳』に曰く。槿露は刀術を田宮重正に学び、造詣精妙なり。後に井伊侍従に仕え、九十餘歳にして卒す。

### 『尾府 御家中武芸はしり廻』[注 31]
田宮成正は諸州を廻て後紀伊候に仕ふ。田宮の門人長野無楽斎が流を伝て上泉権右衛門秀信と云もの、柳生兵庫が許へ来り居合を以て兵法者に敵し、勝負互角なれば、兵庫大に賞し吹挙して御当家へ在付ぬ。

此上泉より若林四郎兵衛尚行に伝へしより、此流御国に弘まれり。

### 『武術流祖録』[注 33]
長野無楽斎槿露は井伊家に仕ふ、九十餘歳にして死す。其門に一宮左太夫照信、上泉孫次郎義胤　其宗を得。

### 『会津藩教育考』[注 34]柔術幷居合術場
居合術 (抜刀術なり今俗に従う) 林崎重信 (甚助と称す奥州の人) が発明せし所、之を林崎新夢想流といふ、
他に無楽流あり、こは重信孫弟長野槿露 (十郎左衛門と称し無常斎と號す江州彦根の藩士) を始祖となす、

又一ノ宮流あり、こは槿露の門弟一宮照信を始祖となす、

### 『会津藩教育考』一宮照信幷信嗣
通稱は左太夫、長野無楽斎 (槿露と號す井伊候直政の臣) に従い居合術を学びその極所に達す、
無楽斎は田宮照常 (一に重正に作る紀伊候頼宣の臣) に学び照常は林崎重信 (甚助) に学ぶ、
重信は奥州の人林明神に誓願する一百日、神告を得て遂にその妙を得たり、然と雖も源遠くして末益々岐れ、照信独りその宗を得たり、
無楽斎毎に謂ふ、照信は他日名手たるべしと、果たしてその言に違はず
照信後戸澤候忠照(越中守。實は鳥居元忠の二男)に傳ふ、照信初め武田家に属し、後鳥居候元忠に仕へ、慶長五年八月朔日城州伏見に於て戦歿す、

子信嗣襲稱左太夫父に學びその宗を得、併て剱術に達す(會津干城伝)